# Azbuka Morze
Azbuka Morze — третий студийный альбом российского хип-хоп-исполнителя Мота, выпущенный 25 марта 2014 на лейбле Black Star Inc.. Гостевые артисты альбома: L’One, Миша Крупин, Nel и Тимати.

## Предыстория
Работа над материалом третьего студийного альбома длилась более года. Каждая композиция пересводилась по 8-10 раз. Название будущей пластинки было объявлено с выходом сингла «Чёрный день» (27 марта). 3 марта 2014 Мот и лейбл Black Star обнародовали обложку, треклист и дату релиза пластинки. С того же дня стал доступен предзаказ альбома в онлайн-магазине iTunes Store по специальной цене с возможностью загрузки заглавной композиции «Эдем». 25 февраля 2014 состоялся релиз альбома на физическом носителе (CD) и в цифровом формате (iTunes Store, Google Play и другие).
По итогам первой недели цифровых продаж в iTunes Store (в России) по предзаказам альбом вошёл в «Топ-Альбомы», заняв 9-е место. По итогам первой недели продаж со дня релиза занял 1-е место в чарте.

## Синглы
«Молодая кровь» — первый сингл c альбома, выпущенный 22 июля 2013. Песня записана при участии Тимати. Клип снят 16 июля 2013 во время всероссийского кастинга артистов «Молодая кровь», проведенного. В клипе приняли участие артисты самого лейбла и участники кастинга, режиссёр — Рустам Романов.
«#Мотсейчасвклубе» — второй сингл, выпущенный 5 декабря 2013. Композиция также является одним из саундтреков к фильму «Одноклассники.ru: НаСLІСКай удачу».
«Страна OZ» — третий сингл, выпущенный 21 января 2014.
«Чёрный день» — четвёртый сингл, выпущенный 27 февраля 2014.
«Бенджамин» — пятый сингл, выпущенный 12 мая 2014. В записи участвует L’One. В российском iTunes Store с 12 по 18 мая сингл доступен для бесплатного скачивания в качестве «сингла недели». 16 мая выпущен клип, режиссёрами которого являются Константин Королев и Евгений Спиваков.

## Список композиций
| №                   | Название                       | Текст песни         | Музыка                                          | Длительность |
| ------------------- | ------------------------------ | ------------------- | ----------------------------------------------- | ------------ |
| 1.                  | «Эдем»                         | Мот                 | Danielmusic                                     | 4:07         |
| 2.                  | «Бенджамин» (feat. L'One)      | Мот, L'One          | Platinum Sellers Beats                          | 4:16         |
| 3.                  | «Барон Мюнхгаузен»             | Мот                 | Lexi Banks, Capella (Diamond Style Productions) | 4:29         |
| 4.                  | «Женщина» (feat. Миша Крупин)  | Мот, Миша Крупин    | Tony Fadd                                       | 3:18         |
| 5.                  | «24-7» (feat. Nel)             | Мот, Nel            | Vybe Beats                                      | 4:18         |
| 6.                  | «#Мотсейчасвклубе»             | Мот                 | Tony Fadd                                       | 1:31         |
| 7.                  | «Мать-и-мачеха»                | Мот                 | 4EU3                                            | 4:13         |
| 8.                  | «Страна OZ»                    | Мот                 | Platinum Sellers Beats                          | 3:45         |
| 9.                  | «8-е чудо света»               | Мот                 | Flashbeats, Danielmusic                         | 3:34         |
| 10.                 | «Veni! Vidi! Vici!»            | Мот                 | Mikkey Vall, Danielmusic                        | 4:23         |
| 11.                 | «Чёрный день»                  | Мот                 | Cooarri                                         | 2:10         |
| 12.                 | «Молодая кровь» (feat. Тимати) | Мот, Тимати         | Platinum Sellers Beats                          | 4:08         |
| Общая длительность: | Общая длительность:            | Общая длительность: | Общая длительность:                             | 44:18        |

Примечания
- Трек «Бенджамин». Бэк-вокал: Gayana, Meesha GR.
- Трек «Страна OZ». Бэк-вокал: Gayana, Meesha GR.
- Трек «8-е чудо света». Бэк-вокал: Gayana, Meesha GR, Yulia Zhukova.
- В цифровом буклете iTunes-издания и на обложке CD-издания альбома треки «Чёрный день» и «Молодая кровь» отмечены как бонус-треки.

## Участники записи
- Матвей Мельников (Мот) — исполнитель альбома, автор слов
- Леван Горозия (L’One) — гостевой исполнитель (трек 2), автор слов (трек 2)
- Михаил Крупин (Миша Крупин) — гостевой исполнитель (трек 4), автор слов (трек 4)
- Игорь Пустельник (Nel) — гостевой исполнитель (трек 5), автор слов (трек 5)
- Тимур Юнусов (Тимати) — гостевой исполнитель (трек 12), автор слов (трек 12)

## История релиза
| Регион | Дата          | Формат               | Лейбл                           |
| ------ | ------------- | -------------------- | ------------------------------- |
| Мир    | 25 марта 2014 | цифровая дистрибуция | Black Star Inc.                 |
| Россия | 25 марта 2014 | CD                   | Black Star Inc., Студия МОНОЛИТ |